# Ademar José Ribeiro
Ademar José Ribeiro, mais conhecido como Dé (Guariba, 18 de fevereiro de 1940 — Santos, 12 de abril de 1992) foi um treinador e futebolista brasileiro que atuava como lateral-esquerdo.

## Carreira

### Jogador
Dé passou pelo infantil do Vasquinho e do São Paulo de São Vicente, antes de ser revelado nos quadros amadores da Portuguesa Santista em 1961, onde iniciou como meia-armador, mas logo foi para a lateral-esquerda. Promovido ao elenco principal, foi campeão do Campeonato Paulista da Primeira Divisão de 1964, garantindo o acesso do clube à elite do futebol estadual. Foi capitão do time, que ficou até 1967.
Em 1964, a Briosa e o Vasco chegaram a um acordo pela venda do atleta, que não acertou as bases salariais e voltou à Portuguesa.
Em 1968, atuou pelo São Paulo, onde fez 16 jogos, obtendo 6 vitórias, 6 empates e sofreu 4 derrotas.
No ano seguinte, em março, chegou ao Palmeiras, estreando na goleada por 6x1 sobre o Juventus, pelo Campeonato Paulista. Naquele ano, ainda foi campeão do Robertão e autor do gol da vitória sobre o Real Madrid por 2×0, que representou o título do Troféu Ramon de Carranza, em agosto. Pelo Verdão, onde ficou até 1971, fez 127 jogos com 72 vitórias, 31 empates e 24 derrotas e marcou 5 gols.
Dé ainda jogou pelo Esporte Clube Noroeste, de Bauru e pelo New York Cosmos, em 1975, sendo o segundo brasileiro a atuar no clube, depois de Pelé.

### Treinador
Após se aposentar, comandou os juvenis do Santos e a Portuguesa Santista em 1977 e o Maringá em 1978. No exterior, comandou o Atlético de Córdoba e migrou para o Oriente Médio, onde passou 8 anos e comandou o Al Rayan, Al Tadamon e Al Shamal.

### Títulos
Portuguesa Santista
- Campeonato Paulista - A2: 1964[1][3][4]

Palmeiras
- Torneio Roberto Gomes Pedrosa (Campeonato Brasileiro): 1969
- Troféu Ramón de Carranza: 1969